# Ustka (gmina)
Ustka est une gmina rurale du powiat de Słupsk, Poméranie, dans le nord de la Pologne. Son siège est la ville d'Ustka, bien qu'elle ne fasse pas partie du territoire de la gmina.
La gmina couvre une superficie de 218,1 km2 pour une population de 7 335 habitants.

## Géographie
La gmina inclut les villages de Bałamątek, Charnowo, Dalimierz Przewłocki, Dębina, Dominek, Duninówko, Duninowo, Duninowo-Kolonia, Gąbino, Gąbino-Kolonia, Golęcino, Grabno, Krężołki, Lędowo, Lędowo-Osiedle, Machowinko, Machowino, Mącznik, Masłowo, Modła, Modlinek, Możdżanowo, Niestkowo, Niestkowo-Kolonia, Objazda, Objazda-Kolonia, Orzechowo, Osieki Słupskie, Owczary, Pęplin, Pęplinko, Pęplino, Pęplino-Kolonia, Poddąbie, Przewłoczki, Przewłoka, Redwanki, Rówek, Rowy, Smużki, Starkowo, Starkowo-Kolonia, Wodnica, Wodnica-Kolonia, Wytowno, Wytowno-Kolonia, Żabiniec, Zabłocie, Zalesin, Zaleskie, Zapadłe et Zimowiska.
La gmina borde la ville d'Ustka et les gminy de Postomino, Słupsk et Smołdzino.